# Sita (hindoeïsme)

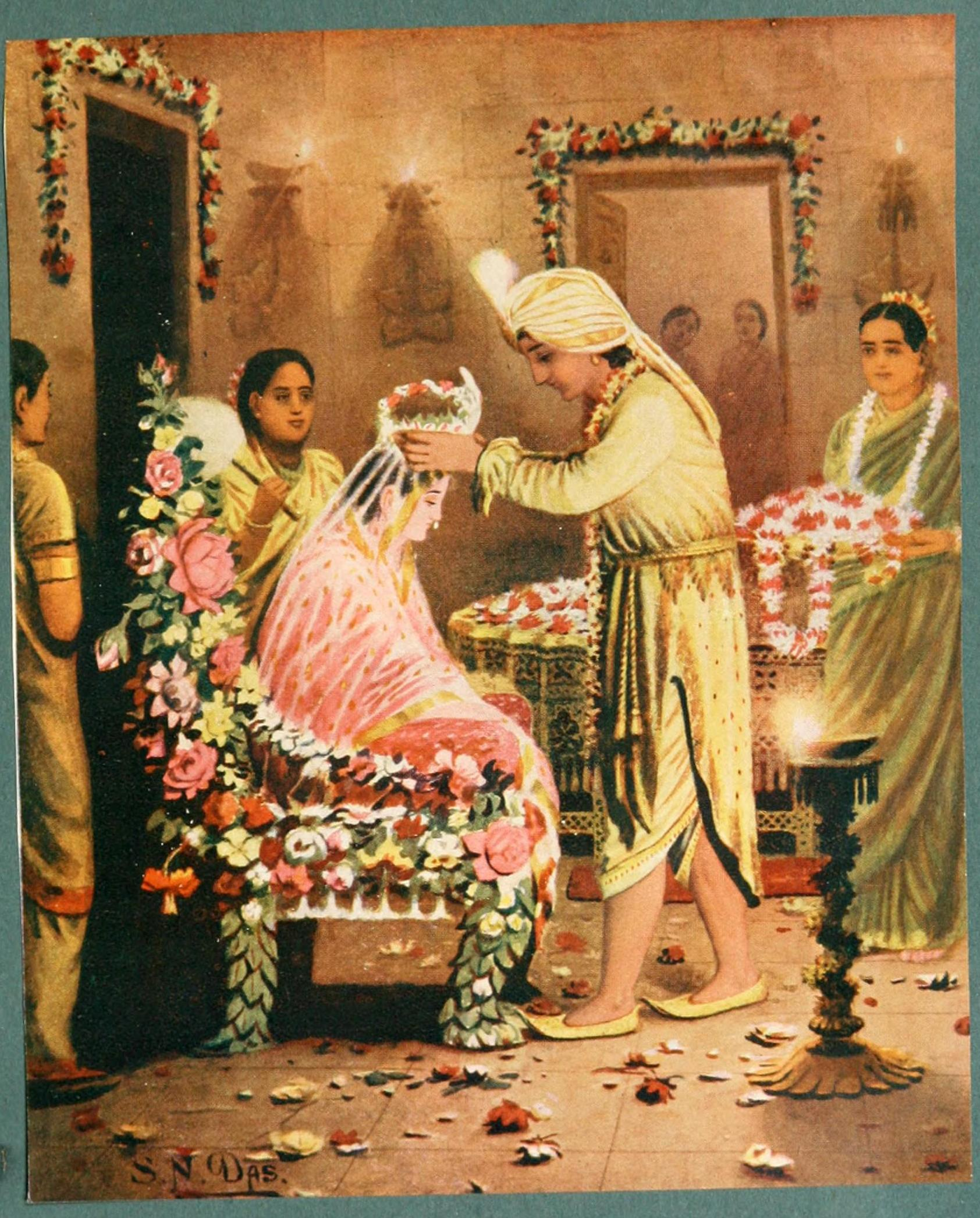
Rama plaatst een kroon van bloemen op het hoofd van Sita

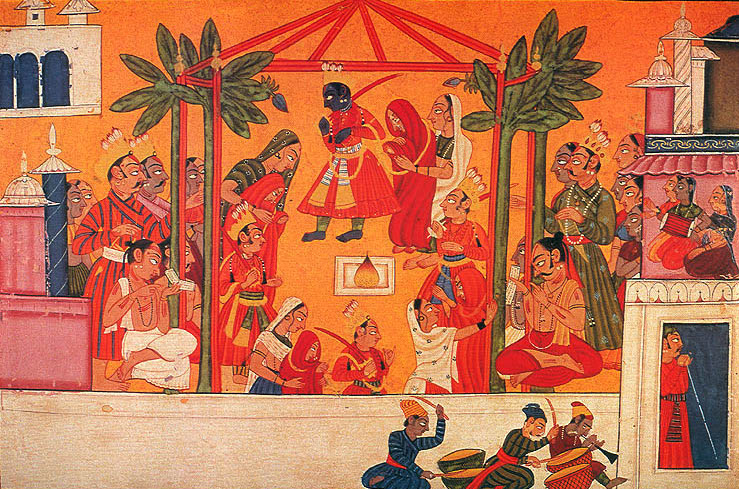
Het huwelijk van Sita en Rama, Lakshmana en Urmila, Bharata en Mandavi en Shatrughna en Shrutakirti, ca. 1750

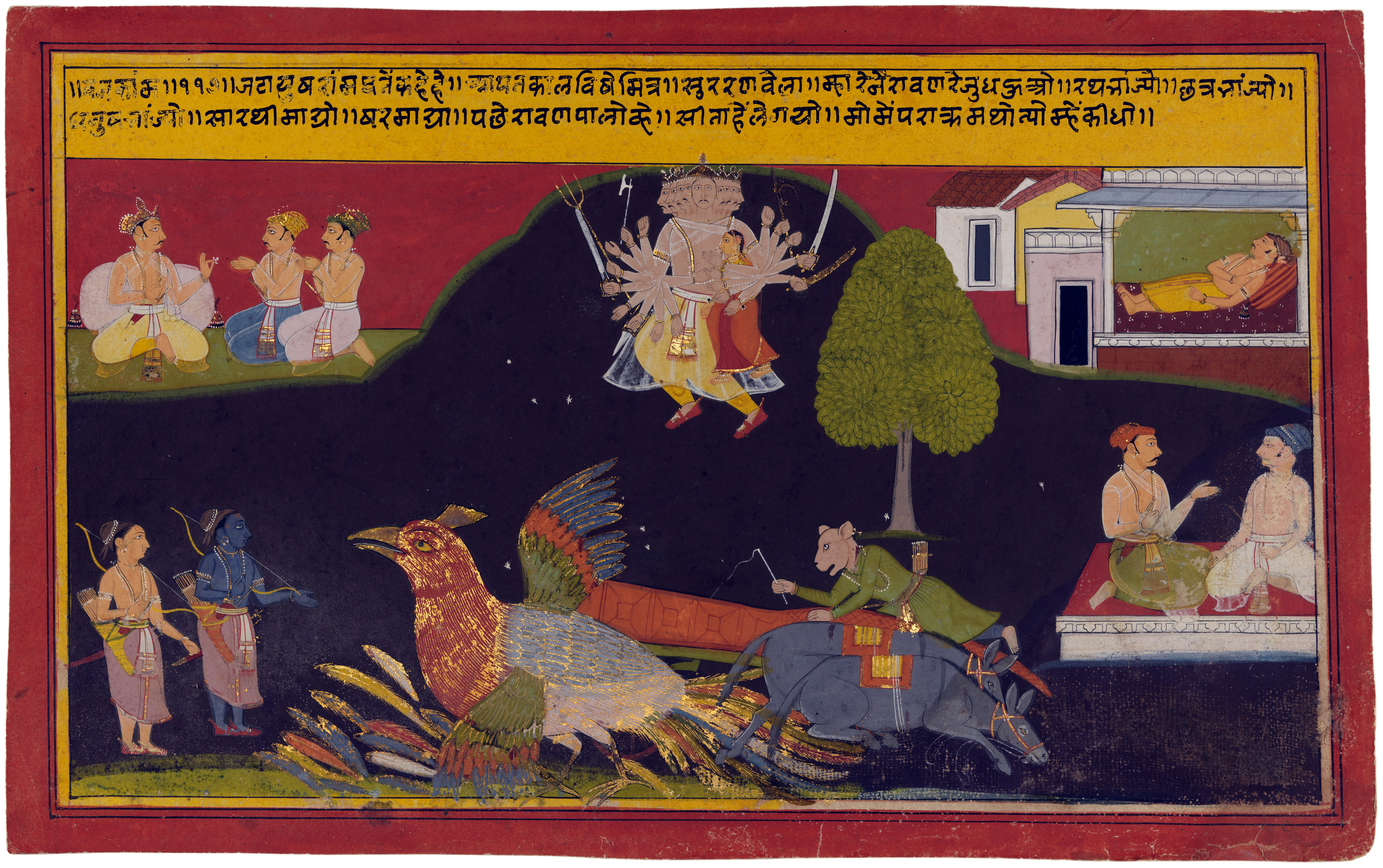
Ravana ontvoert Sita, 1675-1700 (Los Angeles County Museum of Art)

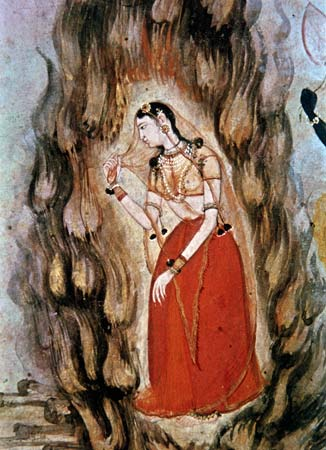
Sita doorstaat de vuurproef, ca. 1600

Sita is de vrouw van Rama (een avatara van Vishnoe) en een incarnatie van de godin Lakshmi. Op een dag werd ze gevangengenomen door de koning van de demonen, de tienkoppige Ravana. Sita is de belichaming van kuisheid en toewijding. Ze wordt in het hindoeïsme vaak geassocieerd met vruchtbaarheid, landbouw en vegetatie. Ze komt voor in de Veda's en het Ramayana-epos.

## Sita in de Ramayana
Sita en Rama wonen in Ayodhya in India. Sita is de dochter van koning Janaka. Rama wint Sita als zijn vrouw door de wonderboog Pinaka te breken, de boog is aan koning Janaka geschonken door Shiva. Sita gaat met Rama mee naar het bos als hij de troon niet mag bestijgen van Kaikeyi. De stiefmoeder van Rama wil haar eigen kind op de troon en verbant Rama voor veertien jaren naar het bos. De halfbroer van Rama wil ook niet op de troon en gunt Rama het koningschap, hij vertrekt ook naar het bos.
Sita, Rama en Lakshmana worden tijdens de jacht in een valstrik gelokt; Ravana laat een gouden hert verschijnen. Sita vindt het prachtig en Rama gaat voor haar achter het dier aan, maar keert niet terug. Sita maakt zich zorgen en Lakshmana gaat op zoek naar zijn broer. Hij trekt een magische cirkel rond Sita en draagt haar op in de cirkel te blijven, totdat hij en Rama teruggekeerd zijn. Op een gegeven moment komt er een sadhoe langs en hij heeft honger. De sadhu vraagt Sita om eten, maar Sita kan hem dit niet aanreiken doordat ze in de magische cirkel is.
Sita komt dan uit de magische cirkel en wordt door Ravana ontvoerd, hij had zich als sadhu vermomd. Ravana wil hiermee wraak nemen. Zijn zus Surpanaka is namelijk afgewezen door Rama en ze viel Sita aan, waarna ze werd verminkt door Rama's halfbroer. Sita gilt en Jatayu hoort dit, de vogel wordt dodelijk verwond als hij Sita probeert te helpen. Jatayu kan Rama nog wel inlichten over de gebeurtenissen.
Sita werd opgesloten op het eiland Lanka (tegenwoordig Sri Lanka), waar Ravana koning is. Ze wil echter niks weten van Ravana en wijst zijn advances keer op keer af. Op een gegeven moment komen de dieren te hulp. Hanuman komt achter de verblijfplaats van Sita en wil haar bevrijden, maar zij wil niet dat hij haar aanraakt (dat mag alleen haar man Rama). Hanuman neemt dan een gouden bloem mee, hiermee kan hij bij Rama aantonen dat Sita nog in leven is. De staart van Hanuman wordt in brand gestoken, maar Agni zorgt dat hij ongedeerd blijft en de stad in vuur en vlam komt te staan. Hanuman waarschuwt Rama en de grote strijd begint. Ravana wordt gedood door Rama, geholpen door Hanuman en zijn apenleger, en Sita wordt bevrijd.
Rama verstoot Sita, omdat ze veertien jaren bij Ravana heeft doorgebracht. Sita besluit de vuurproef op de brandstapel te doen en slaagt hiervoor. In een andere versie durft ze zelf niet voor Rama te verschijnen en werpt zichzelf op het vuur, maar Agni redt haar. Doordat ze zo lang bij Ravana verbleef, twijfelt het volk of ze zuiver gebleven is. Rama verstoot haar daarom een tweede maal. Ze gaat naar een afgelegen kluizenarij en bevalt daar van een tweeling, Lava en Kusha. Rama hoort dit pas veel later en gaat naar Sita, ze wordt opnieuw beproefd. Ze slaagt opnieuw, maar verdwijnt met de aardgodin.
Rama draagt later zijn koningschap over aan zijn zonen en neemt zijn goddelijke gedaante aan en vertrekt naar zijn hemel.

## Trivia
Een groep van hagedissen is vernoemd naar Sita; de sita-agamen (Sitana).

## Afbeeldingen

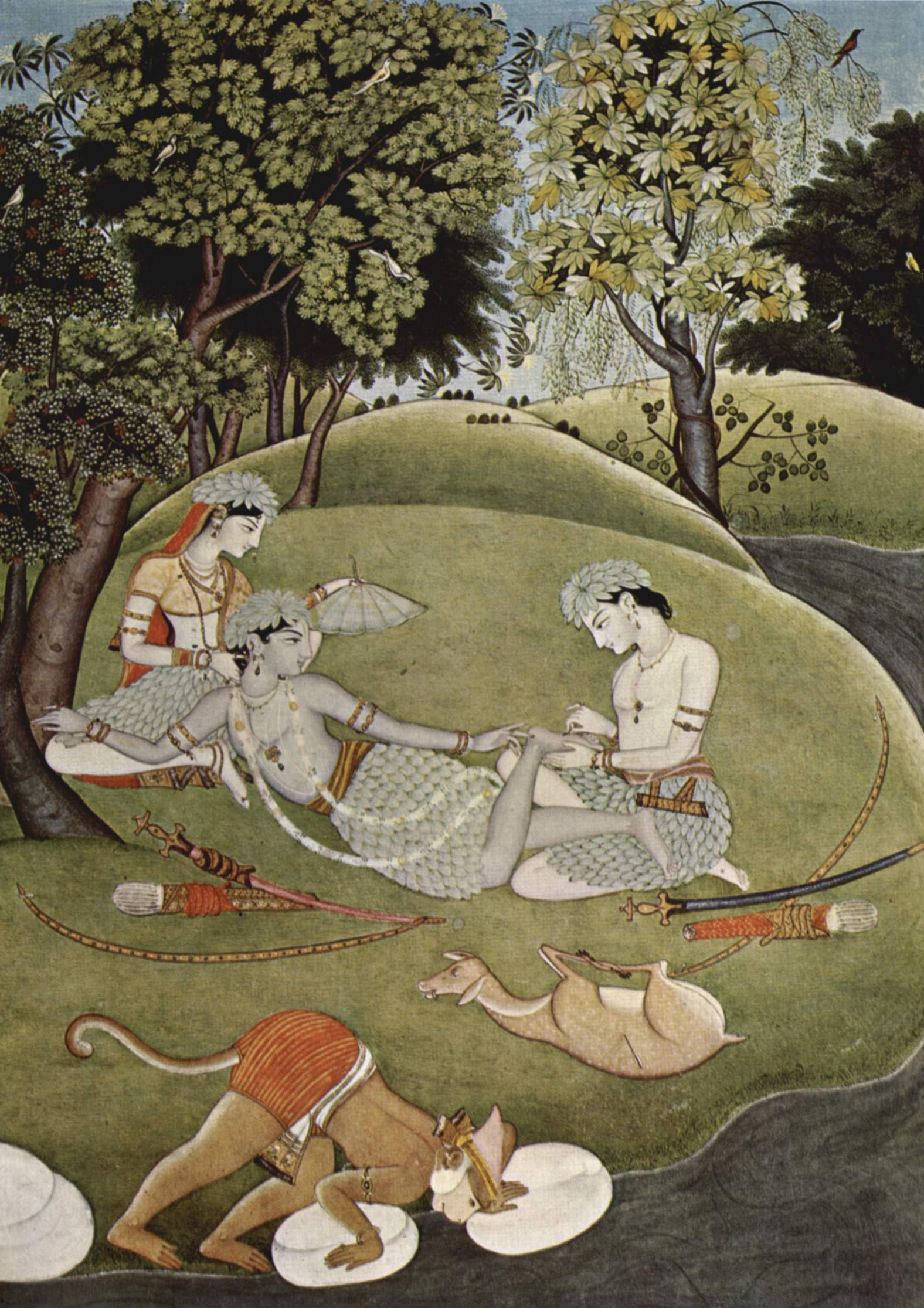
Sita, Rama en Lakshmana in het bos, 1780
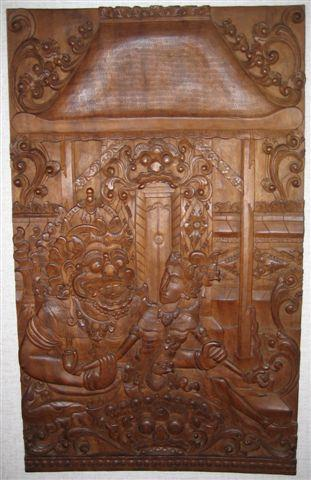
Sita wordt ontvoerd door Ravana
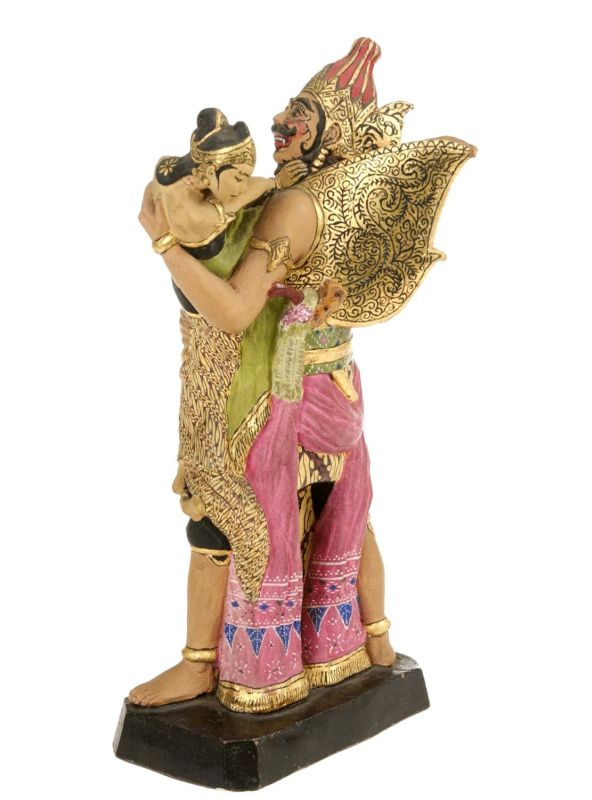
Beeld van gebakken klei: de roof van Sita door Ravana, Wereldmuseum Amsterdam
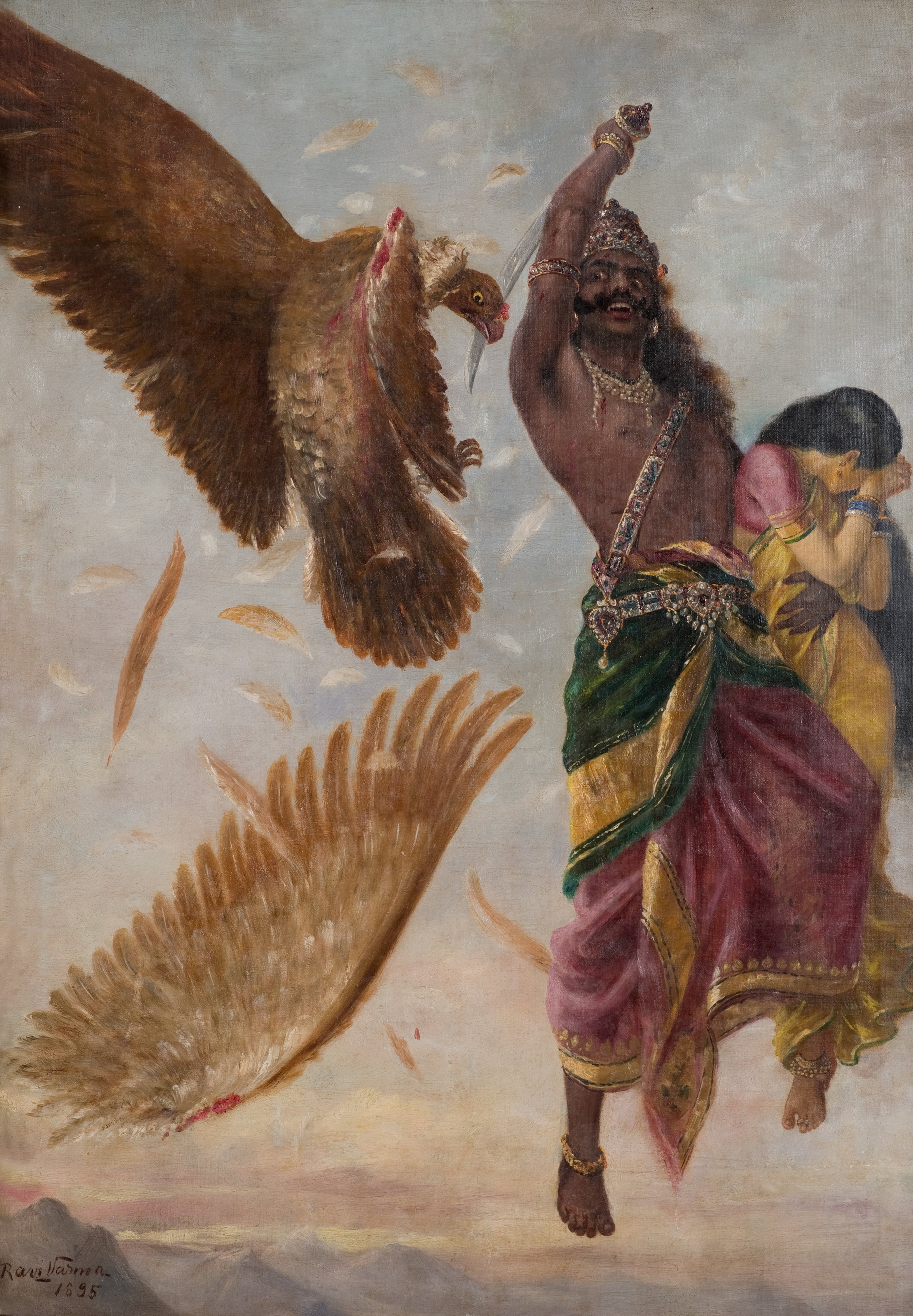
Sita wordt ontvoerd door Ravana, Jatayu wordt dodelijk verwond. Schilderij door Raja Ravi Varma
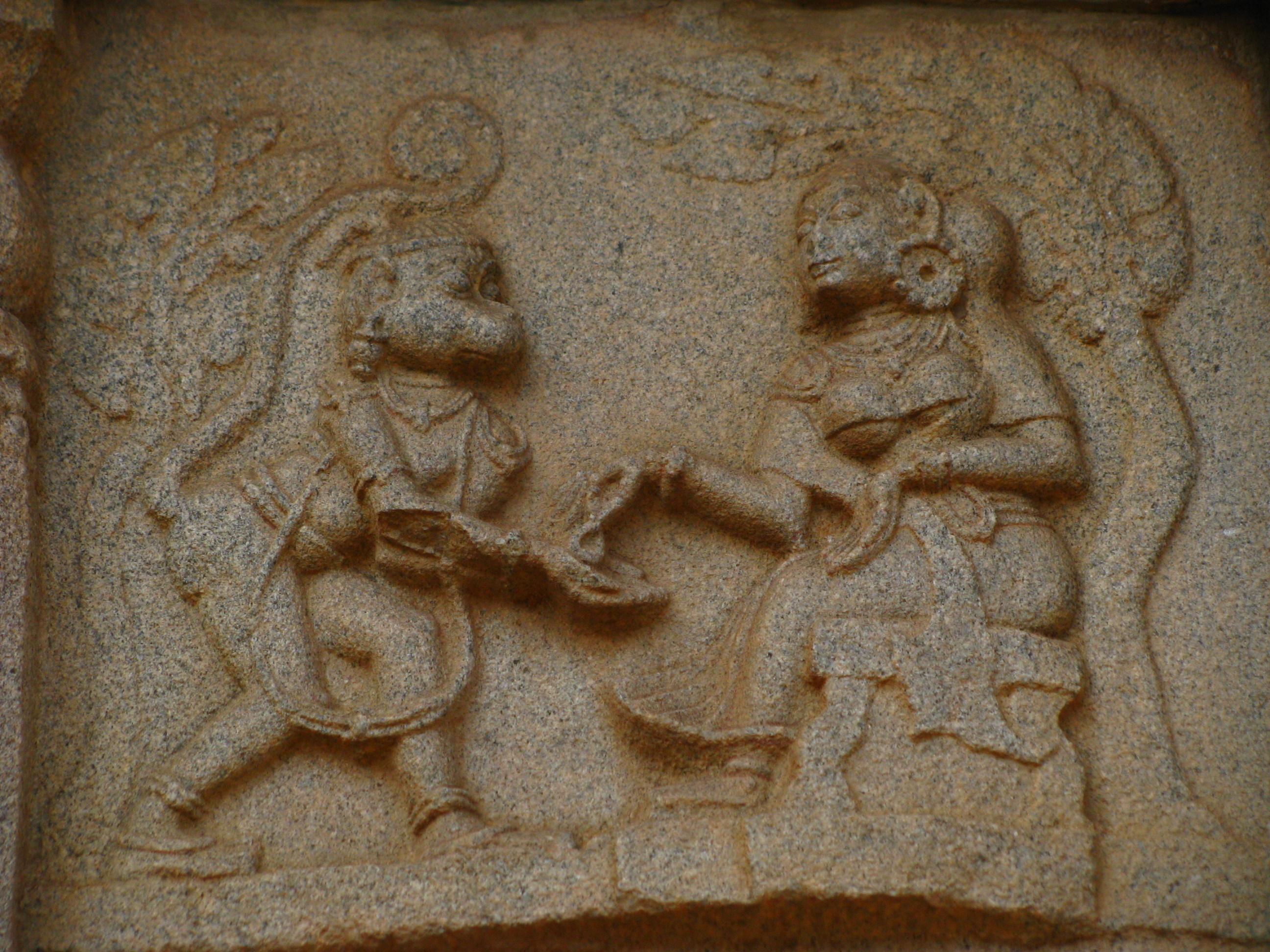
Hanuman neemt de ring van Sita
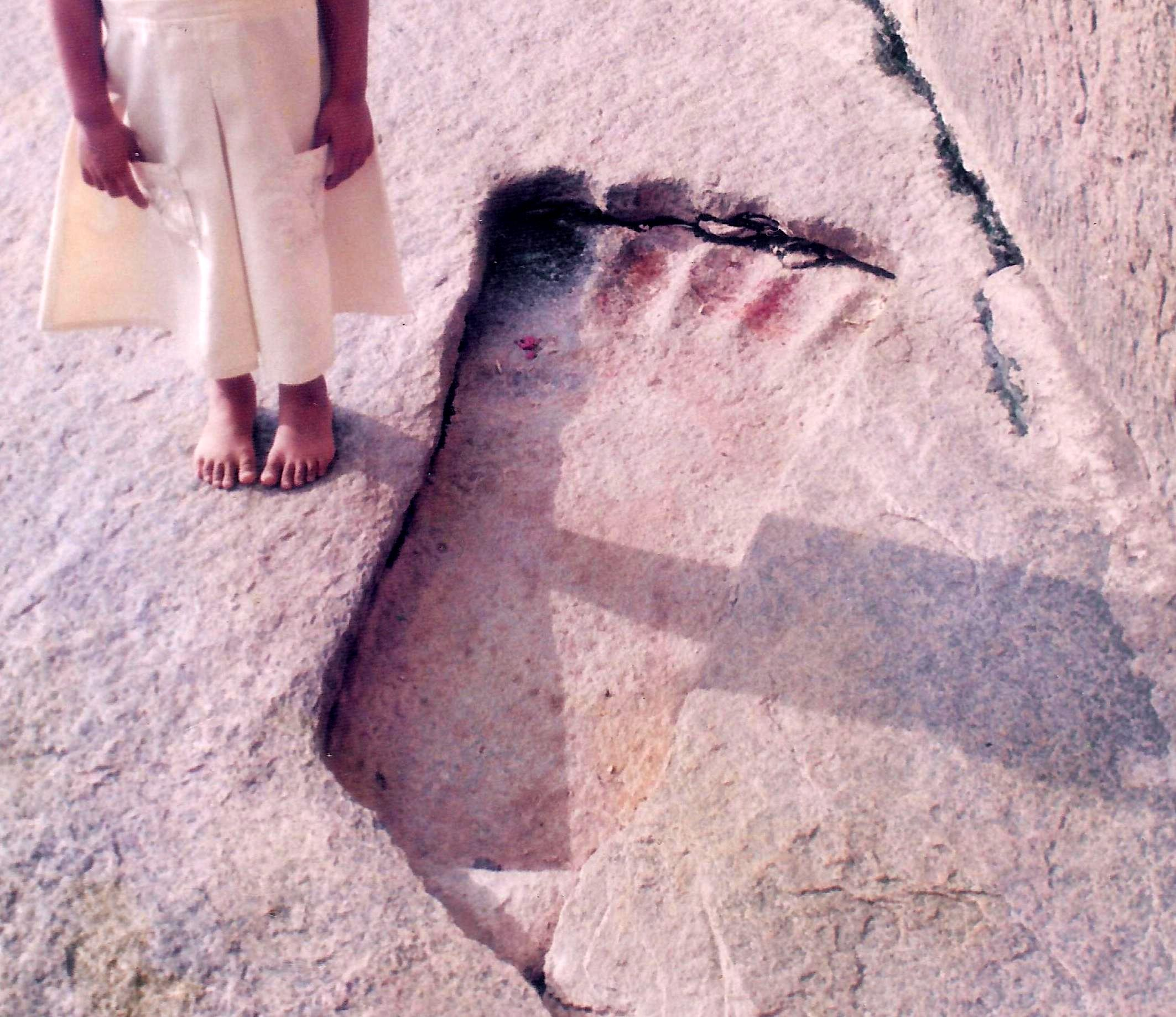
De voetafdruk van Sita
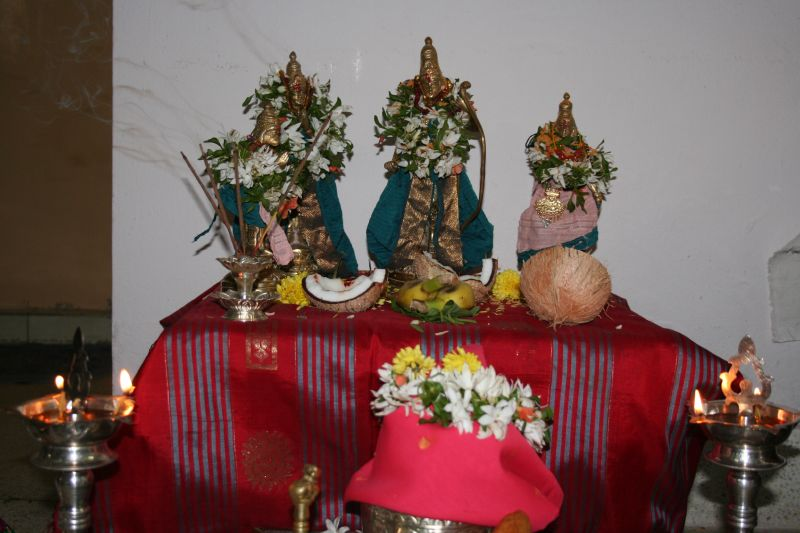
Rama, Sita en Lakshmana, brandende olielampen en offers
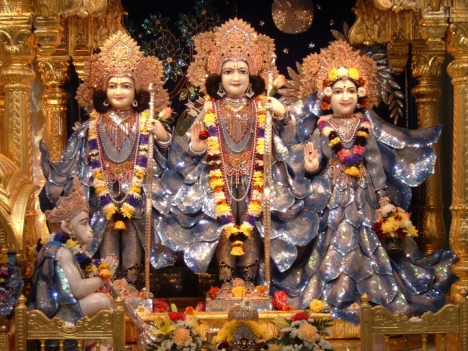
Murti van Lakshmana, Rama, Sita en Hanuman
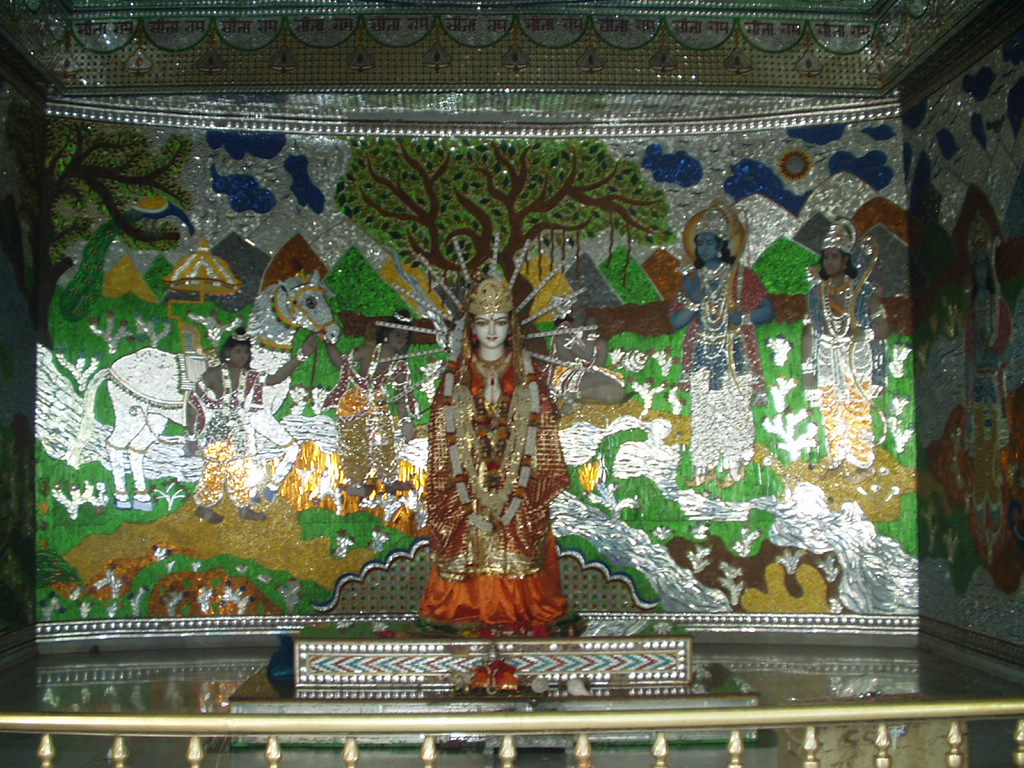
Sita Marhi
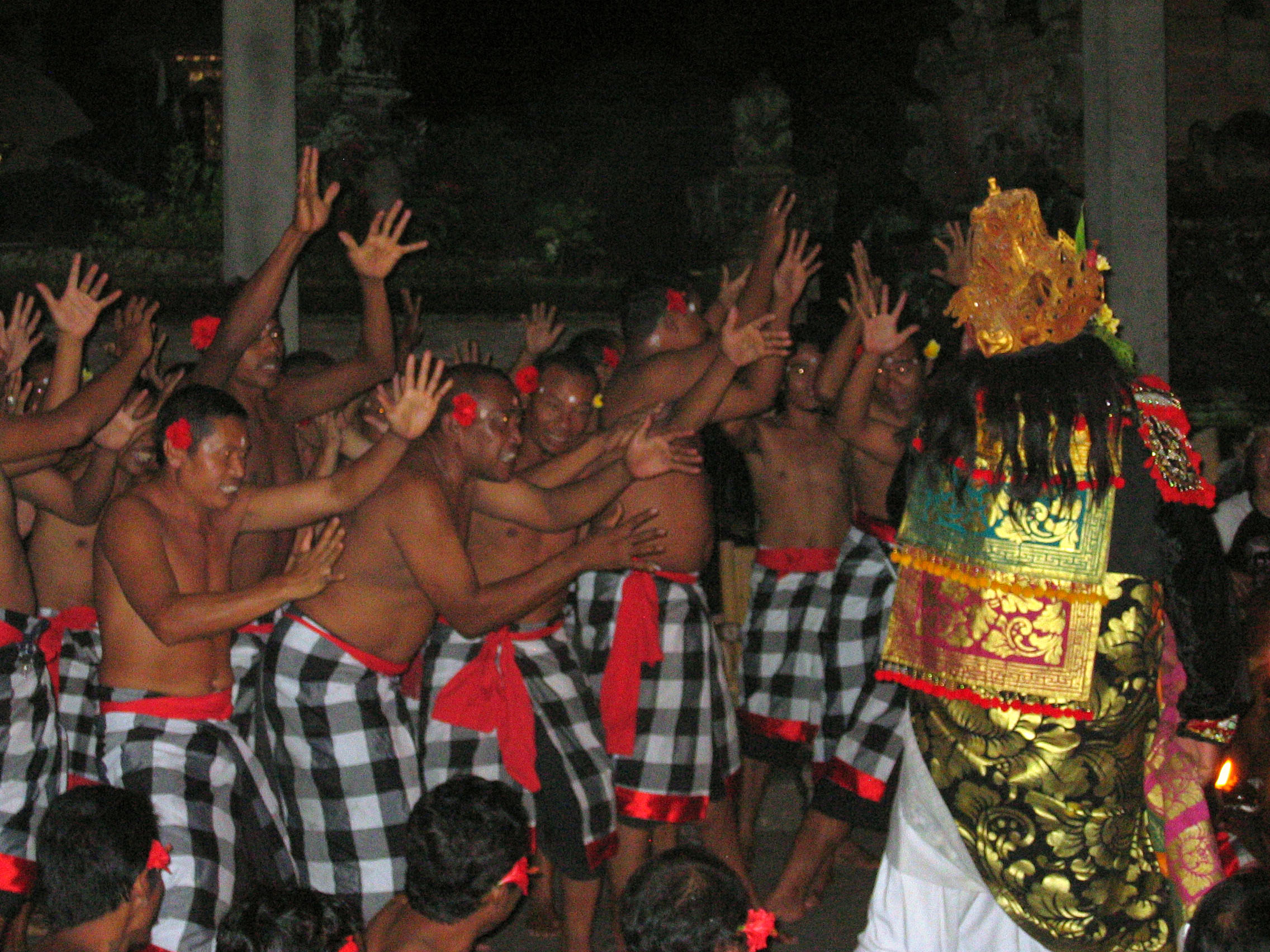
Sita wordt gevangen gehouden in het park van Trijata (de neef van Ravana), hij probeert haar over te halen met de demonenkoning te trouwen
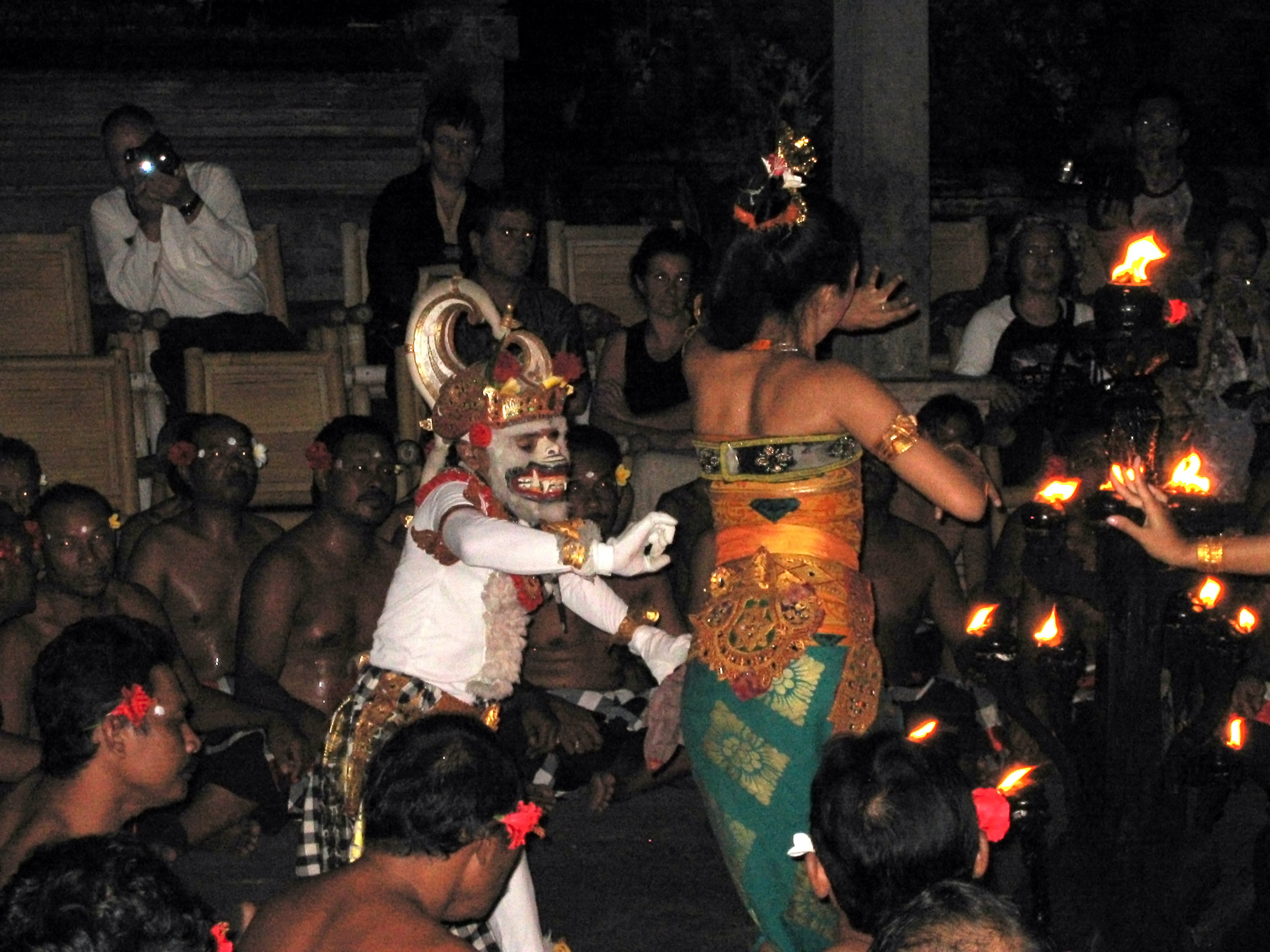
Hanuman vertelt dat Sita gered zal worden, ze geeft hem een gouden bloem mee voor Rama
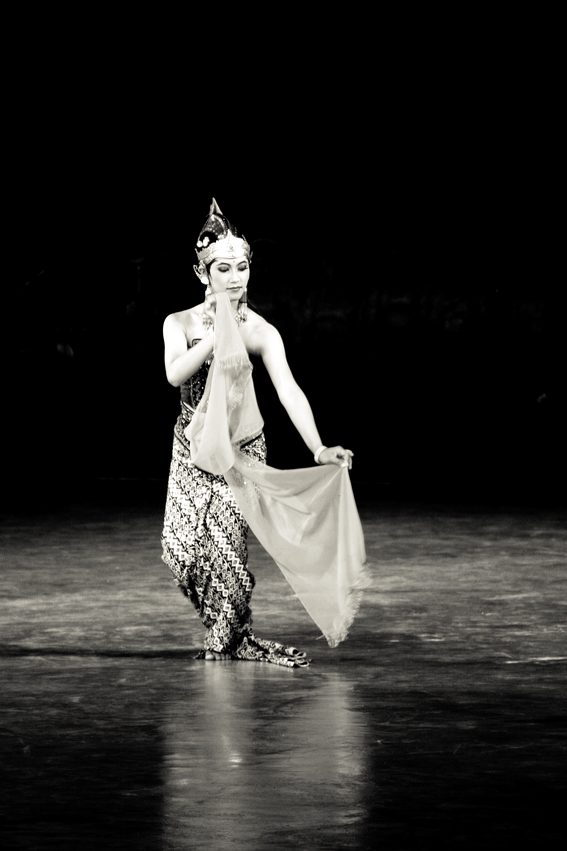
Shinta (Sita) in een Ramayana dansvoorstelling bij de Prambanan vlak bij Yogyakarta